# Accenture
Accenture PLC là một công ty tư vấn quản lý chuyên cung cấp dịch vụ chiến lược, tư vấn, kỹ thuật số, công nghệ và hoạt động. Là một công ty trong Fortune Global 500, Accenture được thành lập tại Dublin, Ireland ngày 1 tháng 9 năm 2009. Trong năm 2016, công ty báo cáo doanh thu 32,9 tỷ đô la, với hơn 394.000 nhân viên phục vụ khách hàng tại hơn 200 thành phố ở 120 quốc gia. Vào năm 2015, công ty có khoảng 130.000 nhân viên ở Ấn Độ, 48.000 ở Mỹ, và 50.000 ở Philippines. Các khách hàng hiện tại của Accenture bao gồm 94 công ty trong số Fortune Global 100 và hơn 3/4 của Fortune Global 500.
Công ty mẹ Accenture được liệt kê trên thị trường chứng khoán New York với mã ACN, và được thêm vào chỉ số S&P 500 vào ngày 5 tháng 7 năm 2011. Trong năm 2017, tạp chí Fortune đã đặt tên nó là công ty dịch vụ công nghệ thông tin được ngưỡng mộ nhất thế giới. Forbes cũng liệt kê Accenture trong danh sách 12 công ty tư vấn quản lý tốt nhất ở Mỹ trong năm 2017.
Tiền thân của Accenture ngày nay vốn là Andersen Consulting, một nhánh của Arthur Andersen - khi đó thuộc nhóm Big 5 ngành kiểm toán. Do xung đột lợi ích, Andersen Consulting tách ra vào năm 2000 và đổi tên thành Accenture như hiện nay. Ít lâu sau, Arthur Andersen sụp đổ vì vụ bê bối Enron chấn động phố Wall.